# Lourenço Trigo de Loureiro
Lourenço Trigo de Loureiro (Viseu, 25 de Dezembro de 1793 - Recife, 1870) foi um professor, jurista e político de origem portuguesa.

## Biografia
Frequentava as aulas de Direito da Faculdade de Direito da Universidade de Coimbra, quando fecharam por causa da Invasão Francesa.
Em 1810, partiu para o Rio de Janeiro, onde foi empregado dos Correios.
Quando se fundou o Colégio de São Joaquim, que, mais tarde, teve o nome de Colégio de D. Pedro II, foi escolhido para Professor de Primeiras Letras e de Francês. Regeu também, de 1828 a 1841, o ensino da Língua Francesa no Colégio das Artes, da Academia das Ciências Sociais e Jurídicas de Olinda, onde, entretanto, se formou.
Com a criação dos cursos jurídicos em Olinda, Loureiro integrou a primeira turma, formando-se em 1832. Obteve o grau de doutor no ano seguinte, iniciando a carreira de docente como substituto interino nas mesma Faculdade. Em 1840, tornou-se lente efetivo, vindo a ser catedrático doze anos depois, em 1852. 
A sua obra mais notável, publicada em Pernambuco, foi “Instituições de Direito civil Brasileiro” (1851), a qual foi extraída das “Instituições de Direito civil Lusitano”, de autoria do jurisconsulto português Paschoal José de Melo Freire. Outras obras publicadas pelo autor foram: “Elementos de prática do Processo” (Pernambuco, 1850); “Elementos de Economia Política” (Recife, 1854). Na literatura, também realizou adaptações das tragédias de Jean Racine: “Fedra”, “Andrômaca” e “Ester” (Pernambuco, 1851). 
Nunca mais voltou a Portugal, e, no Brasil, além do Magistério, exerceu alguns cargos de eleição popular, entre eles o de Deputado.
Foi pai de Ovídio Fernandes Trigo de Loureiro.